# Let's Get Married (spelprogramma)
Let's Get Married is een spelprogramma op de zaterdagavond dat gepresenteerd wordt door Winston Gerschtanowitz.
In het programma gaan twee verloofde stellen met elkaar de strijd aan om in de studio te mogen trouwen. Dit doen ze door verschillende spellen tegen elkaar te spelen. Voorbeelden zijn: 'Welk huwelijksaanzoek is leuker?' of 'Welke brief voor de ouders is leuker?'. Elke keer wanneer een paar niet gewonnen heeft, verdwijnt er een speler van hen. Deze spelers staan op een podium in de vorm van een taart en vallen dan naar beneden. In de eindronde staat het stel zelf ook op de taart en gaan ze met de overige teamleden vragen met percentages inschatten. Als laatste valt een van de stellen naar beneden. Het andere stel mag dan trouwen in de studio en krijgt tevens de huwelijksnacht, het feest en de huwelijksreis aangeboden. Hiermee heeft dit programma enige overeenstemming met het programma Love Letters, dat door Linda de Mol werd gepresenteerd. Ook in dit programma mocht de winnaar daadwerkelijk trouwen in de studio. Gerschtanowitz mag echter in tegenstelling tot Linda de Mol zelf de stellen trouwen. Dit programma keerde in maart 2017 terug als Jansen en van Dijk, voor alle bruiloften en partijen, gepresenteerd door Chantal Janzen en Wendy van Dijk. In deze versie trouwt het winnende stel echter niet in de studio maar krijgt het € 50.000 om de bruiloft te betalen.

## Kijkcijfers
| Nr. | Datum            | Kijkcijfers       |
| --- | ---------------- | ----------------- |
| 1   | 26 november 2011 | 1.636.000 kijkers |
| 2   | 3 december 2011  | 1.114.000 kijkers |
| 3   | 10 december 2011 | 1.275.000 kijkers |
| 4   | 17 december 2011 | 1.028.000 kijkers |